# Шреєр-Ткаченко Онисія Яківна
Они́сія Я́ківна Шре́єр-Ткаче́нко (11 січня 1905, село Красноставці, нині Кам'янець-Подільського району Хмельницької області — 16 жовтня 1985, Київ) — український музикознавець, музичний педагог. Кандидат мистецтвознавства (1947). Член Спілки композиторів України.

## Біографія
Онисія Яківна Шреєр-Ткаченко народилася 1905 року в селі Красноставці Кам'янецького повіту Подільської губернії, нині Чемеровецького району Хмельницької області.
Після закінчення учительських курсів (1923—1924 роки) працювала вчителькою початкової школи в селі Кадиївці (нині Кам'янець-Подільського району Хмельницької області). Одночасно навчалася грі на скрипці в професора Тадея Ганицького в Кам'янці-Подільському.
Музичну освіту здобула в Київській консерваторії (навчалася в 1934—1940 роках). 1947 року закінчила аспірантуру. Захистила кандидатську дисертацію «Українська пісня-романс в її джерелах і розвитку».
У 1923—1941 роках на педагогічній роботі в дитячих школах, дитячому будинку та в музичній середній школі.
Від 1944 року викладач Київської консерваторії. Від 1953 року — доцент, у 1960—1970 роках — завідувач кафедри історії музики. Серед учнів Онисії Шреєр-Ткаченко — музикознавиці Олена Зінькевич, Людмила Каверіна, Валентина Дубравіна тощо.
Донька Галина Ткаченко (1926—1991) — кандидат мистецтвознавства, доцент Київської консерваторії.

## Праці
- «Нариси з історії української музики» (2 томи, К. 1964, співавтори: Лідія Архимович, Т. Каришева, Тамара Шеффер),
- доповіді про українську музику 16—18 століть на міжнародному конгресі у Варшаві (1966),
- «Хрестоматія з історії української дожовтневої музики» (К. 1968),
- «Історія української дожовтневої музики» (редактор і розділи про українські народні пісні та про українську музику до кінця 18 століття, К. 1969).